# Auguste Sabatier (homme politique)
Pour les articles homonymes, voir Sabatier.
Cet article concerne le député. Pour le théologien, voir Auguste Sabatier (théologien).
Auguste Sabatier est un homme politique français né le 3 mai 1883 à Azérat (Haute-Loire) et mort le 28 août 1944 à Buchenwald (Allemagne).

## Biographie
Négociant à Paris, il est député de la Seine de 1928 à 1932, inscrit au groupe de l'Union républicaine démocratique. Il est conseiller municipal de Paris de 1935 à 1941. 
Réputé pour des scandales avant la Guerre dont pour être impliqué dans l'affaire Stavisky, Sabatier, dès 1941, alors qu'il est au Maroc, participe comme conseiller municipal du 18e arrondissement de Paris, à des actes de résistance contre Vichy qui lui valent d'être dénoncé. Le 10 juin 1944, Vichy le renomme conseiller municipal en remplacement de Charles Vallin pour le déporter un mois plus tard.
Il est déporté le 15 août 1944 et meurt le 28 août 1944 au camp de concentration de Buchenwald,.

## Distinctions
- Officier de la Légion d'honneur (13 octobre 1927)[7]
- Croix de guerre 1914–1918 (5 citations)
- Officier d'académie
- Officier de l'ordre du Mérite agricole
- Ordre de la Francisque[8]